# Krajowy Kongres Indian Amerykańskich
Krajowy Kongres Indian Amerykańskich (ang. National Congress of American Indians, NCAI) – najstarsza i największa ze współczesnych organizacji indiańskich w Stanach Zjednoczonych, skupiająca przedstawicieli ponad 250 plemion.
Powstała w 1944 roku w odpowiedzi na federalną politykę asymilacji i likwidacji rezerwatów indiańskich (ang. termination policy), wspierając wspólne wysiłki współczesnych indiańskich przywódców i działaczy na rzecz obrony suwerenności i praw traktatowych tubylczych ludów Ameryki. Zrzeszający początkowo ok. 100 plemion, Kongres skupia obecnie przewodniczących rad plemiennych i liderów ponad 250 plemion i grup tubylczych Amerykanów z całego kraju. NCAI monitoruje politykę władz federalnych wobec Indian, koordynuje współpracę międzyplemienną i lobbuje na rzecz wdrażania korzystnych dla amerykańskich Indian rozwiązań prawnych oraz społeczno-ekonomicznego i kulturalnego rozwoju tubylczych społeczności w USA.
Bieżąca działalność NCAI koncentruje się wokół:
- ochrony programów i usług na rzecz tubylczych rodzin, a zwłaszcza starców oraz dzieci i młodzieży
- promocji i wspierania rozwoju indiańskiej oświaty, w tym wyrównywania szans indiańskiej młodzieży i kształcenia dorosłych
- wspierania indiańskiej służby zdrowia, w tym programów walki z uzależnieniami, walki z HIV-AIDS i innymi chorobami społecznymi
- wspierania ochrony środowiska i zarządzania tubylczymi zasobami naturalnymi
- ochrony indiańskich zasobów kulturowych i wolności religijnej tubylczych Amerykanów
- promocji rozwoju ekonomicznego tubylczych społeczności w rezerwatach i poza rezerwatami, w tym wspierania programów rozwoju gospodarczego i aktywizacji zawodowej Indian oraz przyciągania prywatnych inwestycji i państwowych funduszy do rezerwatów
- ochrony praw wszystkich Indian do posiadania godnego, bezpiecznego i taniego domu.

Podobnie jak prezydent USA, prezydent NCAI raz w roku wygłasza ważne Przemówienie o stanie Kraju Indian, określające priorytety organizacji na kolejny rok.
Przewodniczący NCAI:
- Napoleon B. Johnson, Cherokee (1944–1952)
- Joseph R. Garry, Coeur d'Alene (1953–1959)
- Walter Wetzel, Blackfeet (1960–1964)
- Clarence Wesley, San Carlos Apache (1965–1966)
- Wendell Chino, Mescalero Apache (1967–1968)
- Earl Old Person, Blackfeet (1969–1970)
- Leon F. Cook, Red Lake Chippewa (1971–1972)
- Mel Tonasket, Colville (1973–1976)
- Veronica L. Murdock, Mohave (1977–1978)
- Edward Driving Hawk, Sioux (1979–1980)
- Joseph DeLaCruz, Quinault (1981–1984)
- Reuben A. Snake, Jr., Ho-Chunk (1985–1987)
- John Gonzales, San Ildefonso Pueblo (1988–1989)
- Wayne L. Ducheneaux, Cheyenne River Sioux (1990–1991)
- Gaiashkibos, Lac Courte Oreilles (1992–1995)
- W. Ron Allen, Jamestown S’Klallam (1996–1999)
- Susan Masten, Yurok (2000–2001)
- Tex Hall, Mandan/Hidatsa/Arikara (2002–2005)
- Joe A. Garcia, Ohkay Owingeh (2006–2009)
- Jefferson Keel, Chickasaw (2010–2013)
- Brian Cladoosby, Swinomish (od 2014)

Dyrektorem wykonawczym NCAI w latach 1964–67 był prof. Vine Deloria Jr. – znany lakocki działacz na rzecz praw Indian, wybitny prawnik, teolog, historyk i pisarz, zmarły w 2005.